# Serianus litoralis
Espèce
Synonymes
- Garypinus litoralis Chamberlin, 1923

Serianus litoralis est une espèce de pseudoscorpions de la famille des Garypinidae.

## Distribution
Cette espèce est endémique du Mexique. Elle se rencontre en Basse-Californie du Sud et au Sinaloa.

## Description
Le mâle holotype mesure 2,5 mm.

## Publication originale
- Chamberlin, 1923 : New and little known pseudoscorpions, principally from the islands and adjacent shores of the Gulf of California. Proceedings of the California Academy of Sciences, sér. 4, vol. 12, no 17, p. 353-387 (texte intégral).